# Mustang Ridge
Mustang Ridge é uma cidade localizada no estado norte-americano do Texas, no Condado de Bastrop e Condado de Caldwell e Condado de Travis.

## Demografia
Segundo o censo norte-americano de 2000, a sua população era de 785 habitantes.
Em 2006, foi estimada uma população de 913, um aumento de 128 (16.3%).

## Geografia
De acordo com o United States Census Bureau tem uma área de 9,8 km², dos quais 9,8 km² cobertos por terra e 0,0 km² cobertos por água.

## Localidades na vizinhança
O diagrama seguinte representa as localidades num raio de 16 km ao redor de Mustang Ridge.